# Emiel Van Hamme
Emile Leon van Hamme (Oudenaarde, 29 november 1900 - Duffel, 9 april 1998) was een Belgisch ondernemer en politicus voor het Katholiek Verbond van België en de CVP.

## Levensloop
Van Hamme was een zoon van het echtpaar van Hamme - Vanden Oostende. Na de moderne humaniora te hebben gevolgd aan het Onze-Lieve-Vrouwecollege in Oostende (waar hij voorzitter was van de Sint-Pietersgilde), promoveerde hij in 1921 tot licentiaat in de handels- en consulaire wetenschappen aan de Katholieke Universiteit Leuven. Hij trouwde in 1921 en het gezin kreeg tien kinderen. Hij werd bedrijfsleider bij de cichoreifabriek De Beukelaar in Antwerpen.
Hij vestigde zich in Duffel, waar hij secretaris werd van het NCMV en lid van het Katholiek Verbond van België. In 1933 werd hij gemeenteraadslid van Duffel en in 1934 burgemeester. Hij bekleedde beide mandaten tot in 1976, met een onderbreking van 1941 tot 1944 toen hij opzij werd geschoven door een oorlogsburgemeester. Van februari 1938 tot april 1939 was hij katholiek volksvertegenwoordiger voor het arrondissement Mechelen, in opvolging van Philip Van Isacker. In die jaren was hij ook actief bij COPAC (Concentratie der Propaganda-middelen voor het Anti-Communistisch Offensief). |Van december 1944 tot februari 1946 was hij Provinciaal senator, in opvolging van de overleden Karel Dessain. In 1946 werd hij verkozen tot CVP-volksvertegenwoordiger voor het arrondissement Mechelen en vervulde dit mandaat tot in 1968. Hij was eveneens medelid van de VZW De Schakel, door Alfons Verbist  werd opgericht op 22 maart 1947 om samen met de uitgevers van De Standaard de algemene politieke lijn van de krant te bepalen.
Van Hamme was ridder in de Leopoldsorde.